# Y 51200
,
Les Y 51200 sont d'anciens locomoteurs de la SNCF. Ils sont en tout points, identiques aux Y 51100, à l'exception du moteur diesel. Les Y 51200 sont équipés avec un moteur Saurer SBD de 500 ch, bridé à 400ch à 1500 tr/min.

## Effectifs par réseaux du 1er janvier 1966[3]à celui de 1973[4]et dépôts titulaires[4],[5]
- Réseau Est - 1 : 20[3],[4]
- Réseau Nord - 2 : 8[3],[4]
- Réseau Ouest - 3 : 10[3],[4]
- La Villette[4]
- Mohon[4]
- Metz[4]
- Strasbourg[4]
- Longueau[4]
- Achères[4]
- Rennes[4]
- Limoges[5]

Les deux derniers sont radiés les 1er et 15 janvier 1985.

## Engin sauvegardé
- Y 51228 : Train des mouettes

|  |